# Мартин китайський
Мартин китайський (Chroicocephalus saundersi) — вид сивкоподібних птахів родини Мартинові (Laridae).

## Назва
Вид названо на честь британського орнітолога Говарда Сондерса.

## Поширення
Птах поширений у Східній Азії. Живе на болотах та поблизу прісних водойм у Китаї, Північній Кореї, Південній Кореї, Японії, Тайвані, Гонконзі та В'єтнамі.